# La fuggitiva (film 1920)
La fuggitiva è un film del 1920 diretto da Pier Angelo Mazzolotti.

## Trama
Jane, giovane impiegata di un'importante industria produttrice di armamenti: la TRW, scopre che suo figlio è stato rapito e che i criminali vogliono che lei trafughi alcune informazioni riservate dall'azienda.
Ma il complotto non finisce qui: il capo della TRW viene ucciso e Jane è sospettata dell'omicidio; non le resta che fuggire e trovare aiuto nel marito David.